# 8624-es mellékút (Magyarország)
A 8624-es számú mellékút egy nagyjából 17 kilométer hosszú, négy számjegyű országos közút Győr-Moson-Sopron vármegye és Vas vármegye határvidékén; Horvátzsidányt köti össze Csepreggel és azon keresztül a 84-es főút újkéri szakaszával.

## Nyomvonala
Győr-Moson-Sopron vármegye déli peremvidékén, a Soproni járáshoz tartozó Újkér belterületének déli részén ágazik ki a 84-es főútból, annak a 88+250-es kilométerszelvénye közelében. Délnyugat felé indul, kezdeti szakaszán Alszopor településrész főutcájaként húzódik Hunyadi utca néven, de bő 600 méter után már külterületen halad. 1,3 kilométer megtételét követően egy elágazáshoz ér, ott a 86 102-es számú mellékút ágazik ki belőle déli irányban, Makkoshetye településrészre, bő 1,6 kilométer után pedig átlépi a megyehatárt: onnan Vas vármegye Kőszegi járásában, ezen belül is Tormásliget területén folytatódik.
Bő 2,9 kilométer után ismét egy elágazása következik, ott a 8644-es út torkollik bele délkelet felől, Lócs-Iklanberény irányából. A 3+850-es kilométerszelvénye táján keresztezi a Sopron–Szombathely-vasútvonal vágányait, Tormásliget megállóhely térségének déli szélénél, majd utána rögtön eléri a falu keleti szélét. Rövid belterületi szakaszán Liszt Ferenc nevét viseli, 4,6 kilométer után pedig már újra külterületek közt húzódik. Nagyjából az 5. és 6. kilométere között elhalad Meggyespuszta külterületi településrész déli széle mellett, de ugyanott az út túlsó, déli oldala már a következő településhez, Csepreghez tartozó határrészeket harántol.
A 6. kilométerénél már teljesen Csepreg határai között jár, s még a kilencedik kilométere előtt egy körforgalmú csomóponthoz érkezik, ahol a 8614-es úttal keresztezik egymást; utóbbi ott 32,5 kilométer megtételén jár túl Cirák és Zsira között. 9,5 kilométer után éri el az út Csepreg házait, ahol a központig a Rákóczi Ferenc utca nevet viseli; ezen a néven keresztezi a Répce folyását is, pár lépéssel a 10. kilométere előtt. A központban két, közel derékszögű iránytörése következik: előbb észak-északnyugati irányba fordul és a Petőfi Sándor utca nevet veszi fel – ugyanott beletorkollik a 8639-es út dél felől, Szombathely-Tömörd irányából, illetve majdnem ugyanott ér véget a 8638-as út is –, majd alig fél kilométer után visszatér az addig követett nyugat-délnyugati irányához, Kőszegi utca néven. 11,7 kilométer után hagyja el a kisváros utolsó házait, további 3 kilométer után pedig a határai közül is kilép.
14,7 kilométer után elhalad Csepreg, Peresznye és Kiszsidány hármashatára mellett, egy darabig e két utóbbi falu határvonalát kíséri, majd teljesen ez utóbbi területére lép, és 16,3 kilométer után elhalad a törpefalu legészakibb fekvésű házai mellett. 16,5 kilométer után viszont már Horvátzsidány területén halad, a község első házait kevéssel a 17. kilométere előtt éri el. Utolsó szakaszán a belterület északi szélét kíséri, így ér véget, beletorkollva a 8627-es útba, annak a 29+900-as kilométerszelvényénél.
Teljes hossza, az országos közutak térképes nyilvántartását szolgáló kira.gov.hu adatbázisa szerint 17,120 kilométer.

## Települések az út mentén
- Újkér
- Tormásliget
- Csepreg
- (Peresznye)
- Kiszsidány
- Horvátzsidány

## Képek

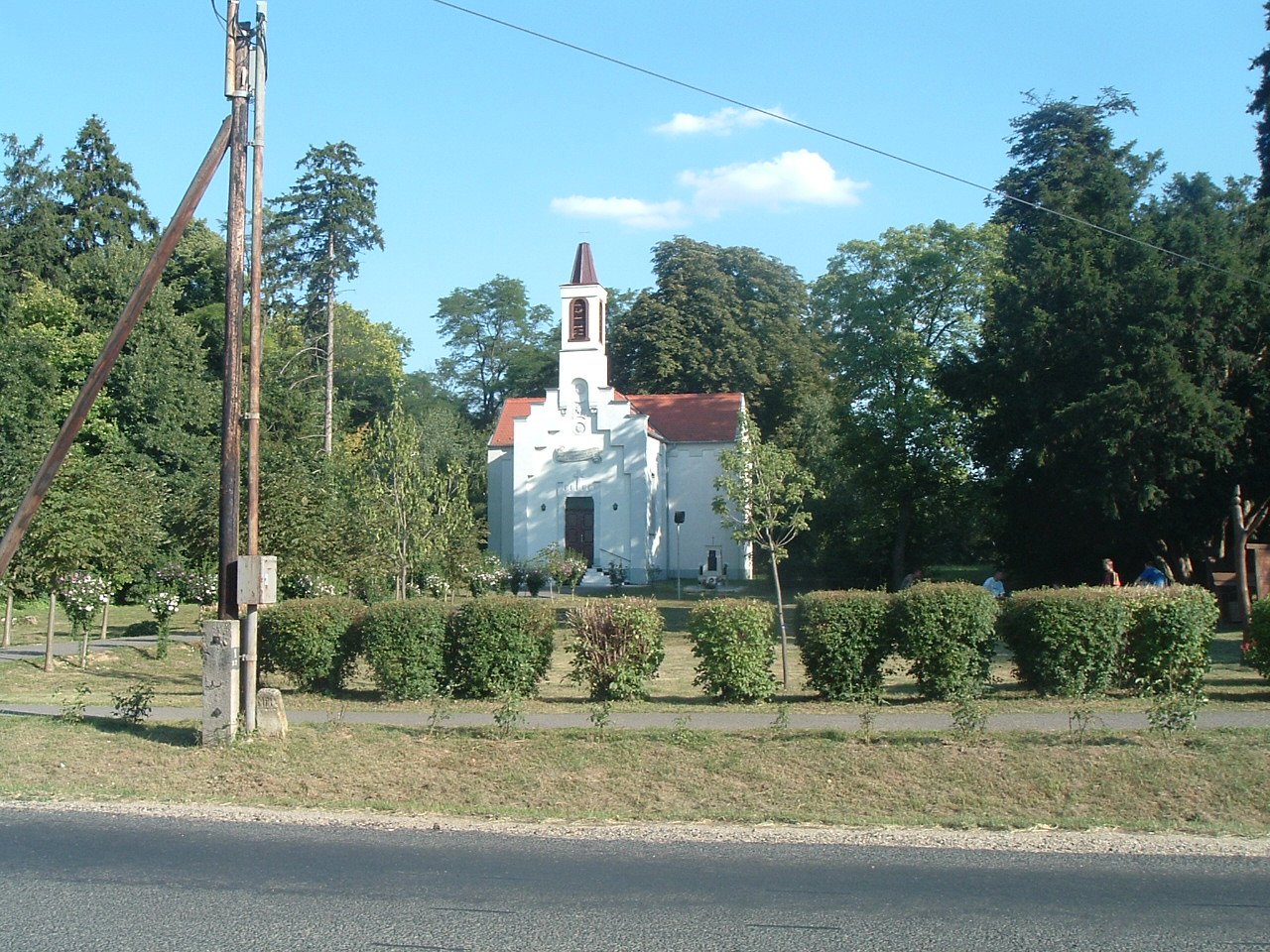
A tormásligeti Szűz Mária neve-templom az út előtte húzódó szakaszával (a Liszt Ferenc utcával)
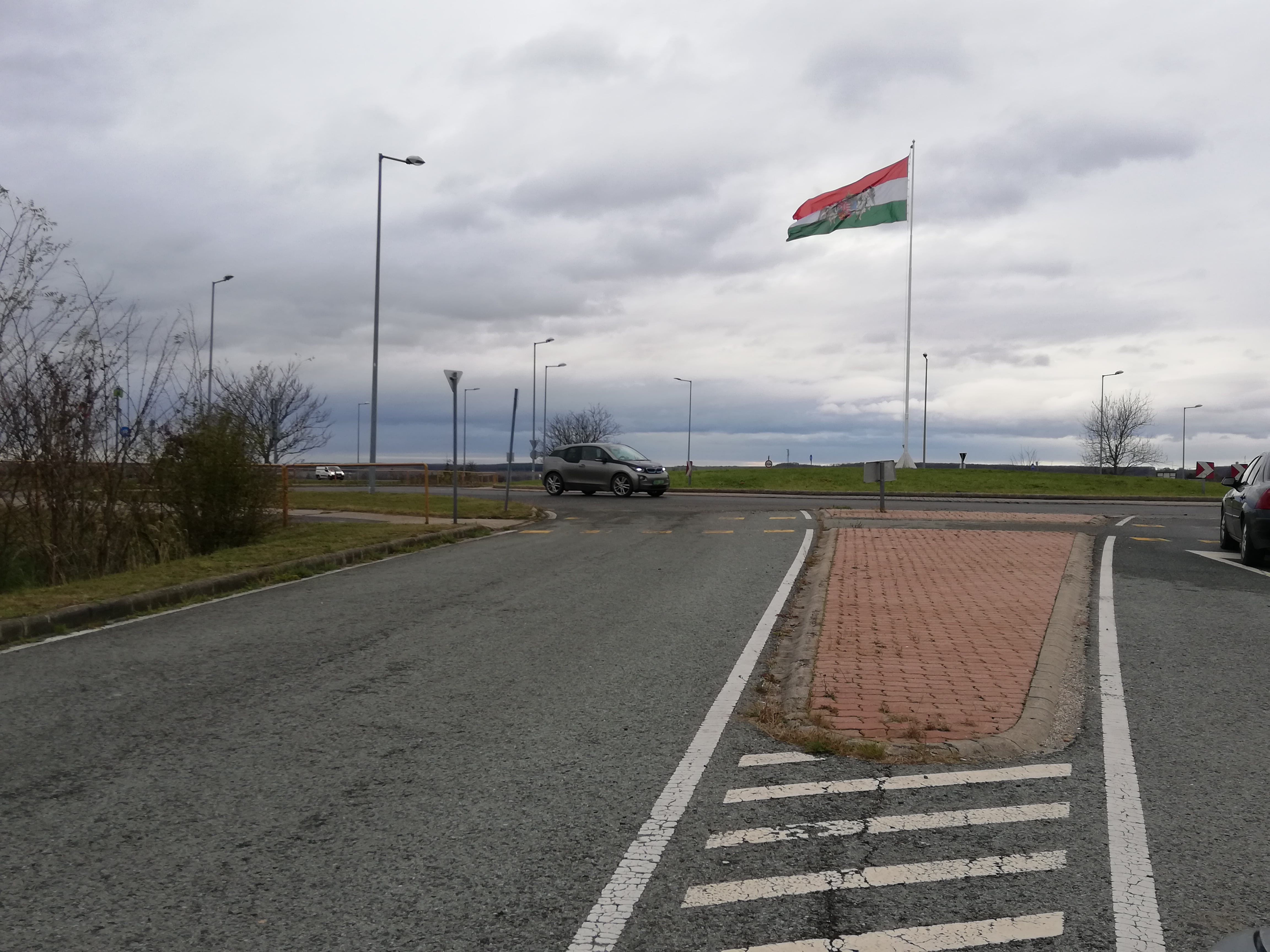
A 8614-es és 8624-es utak körforgalmú csomópontja Csepreg külterületén
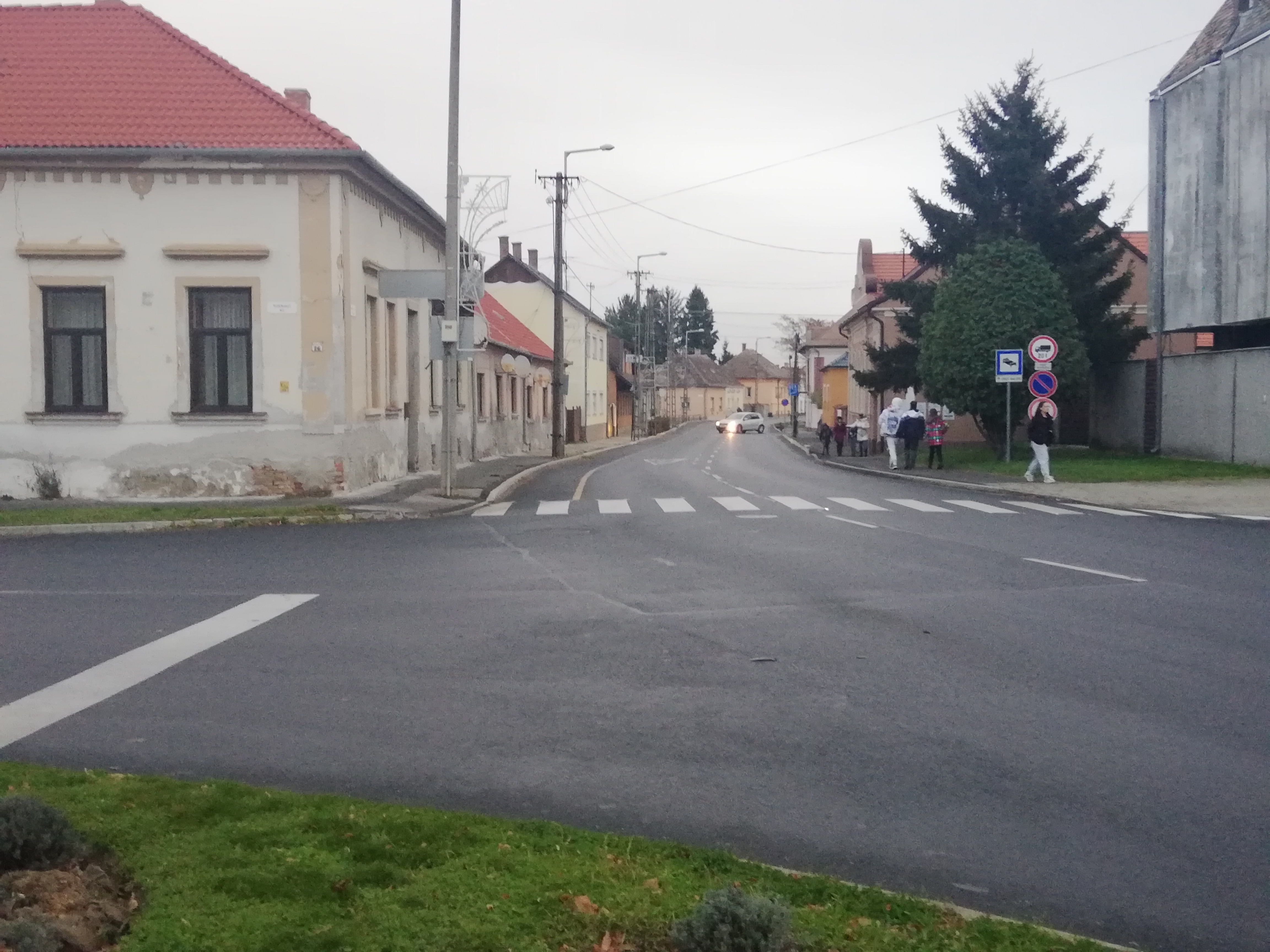
A 8624-es út Csepreg központjában (12->9 óra), 4 óránál a 8639-es betorkollásával
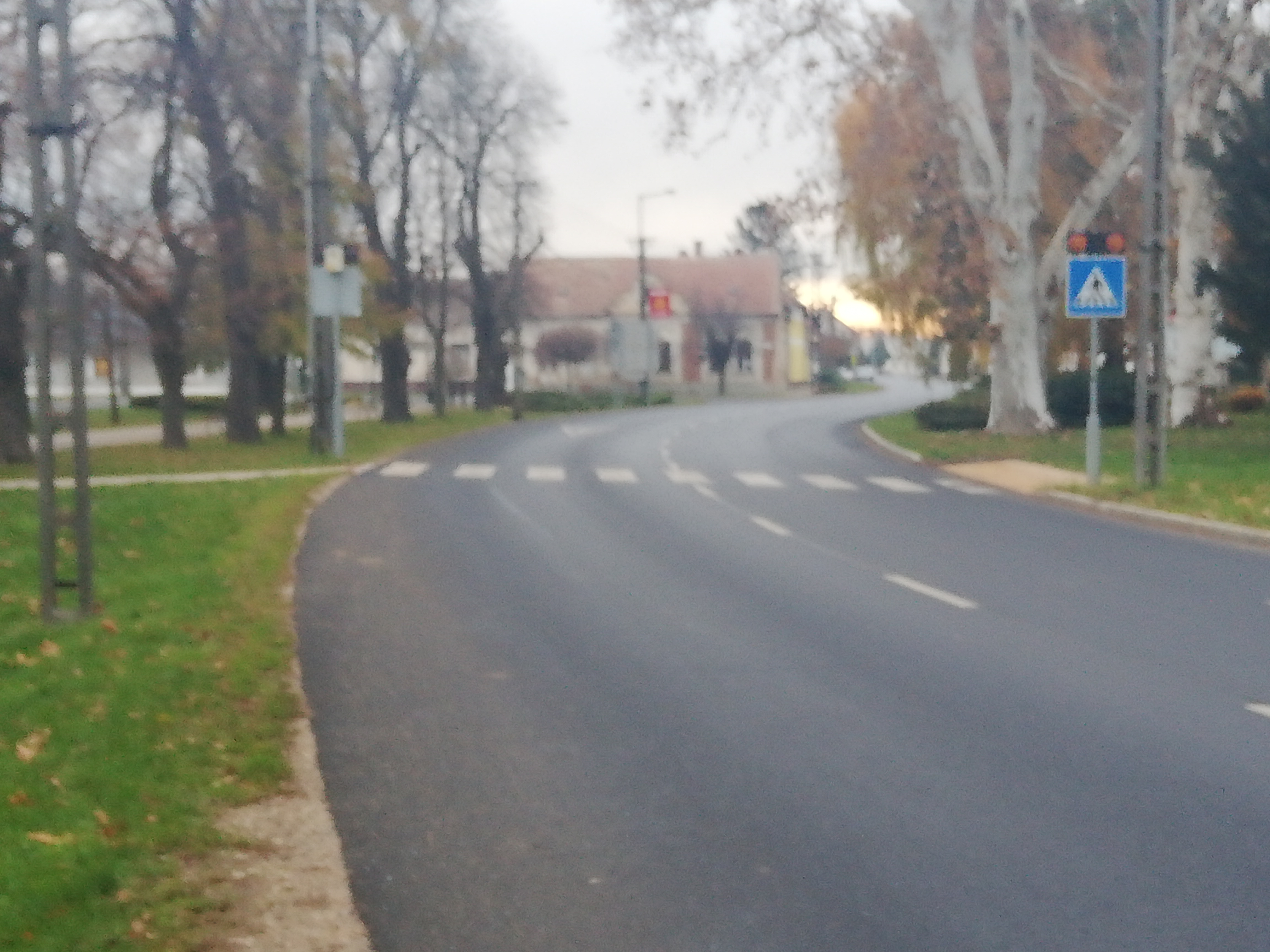
Az út Csepreg központjában, észak felé nézve
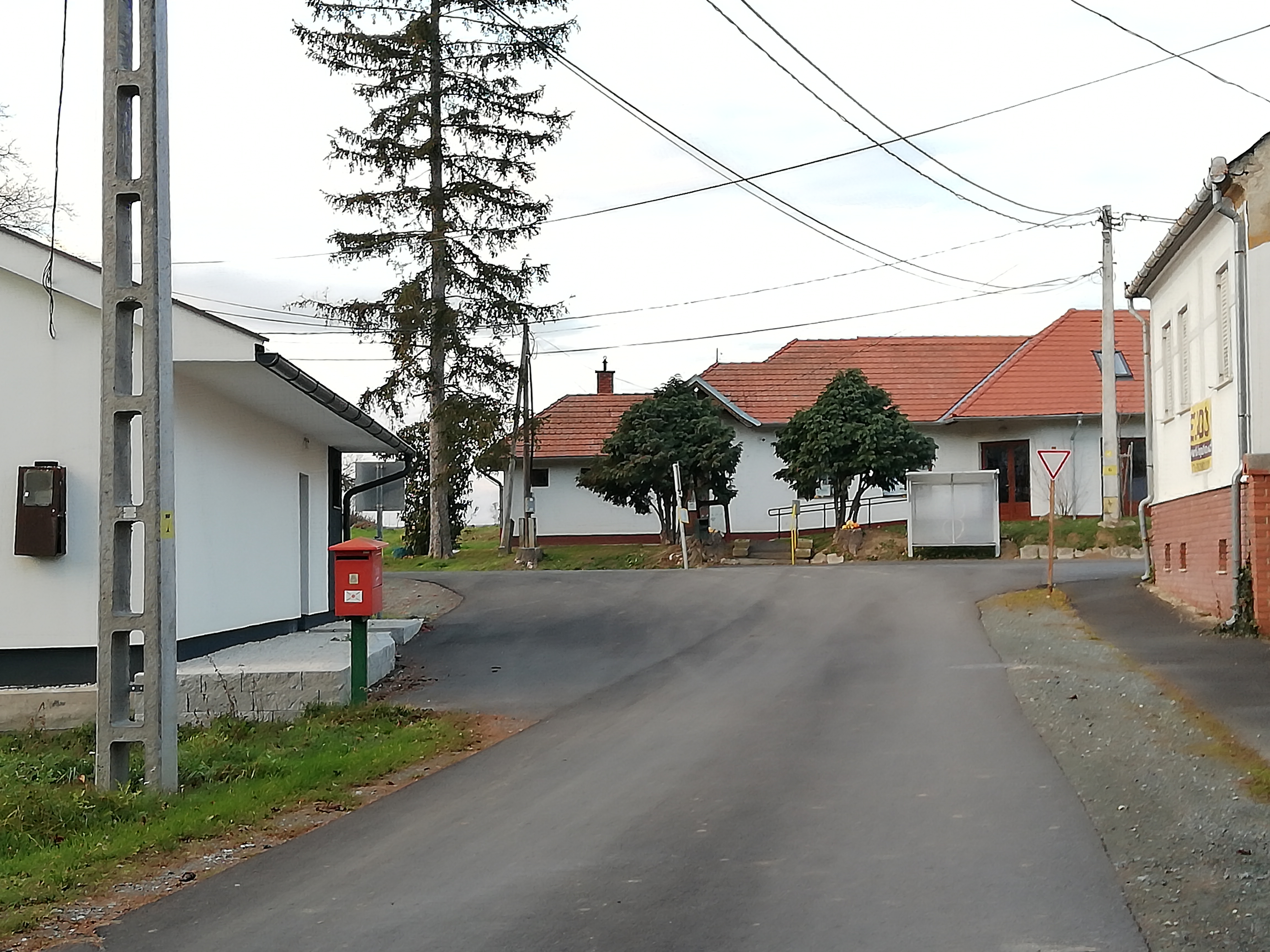
A 8624-es út kiszsidányi elágazása a falu felől nézve
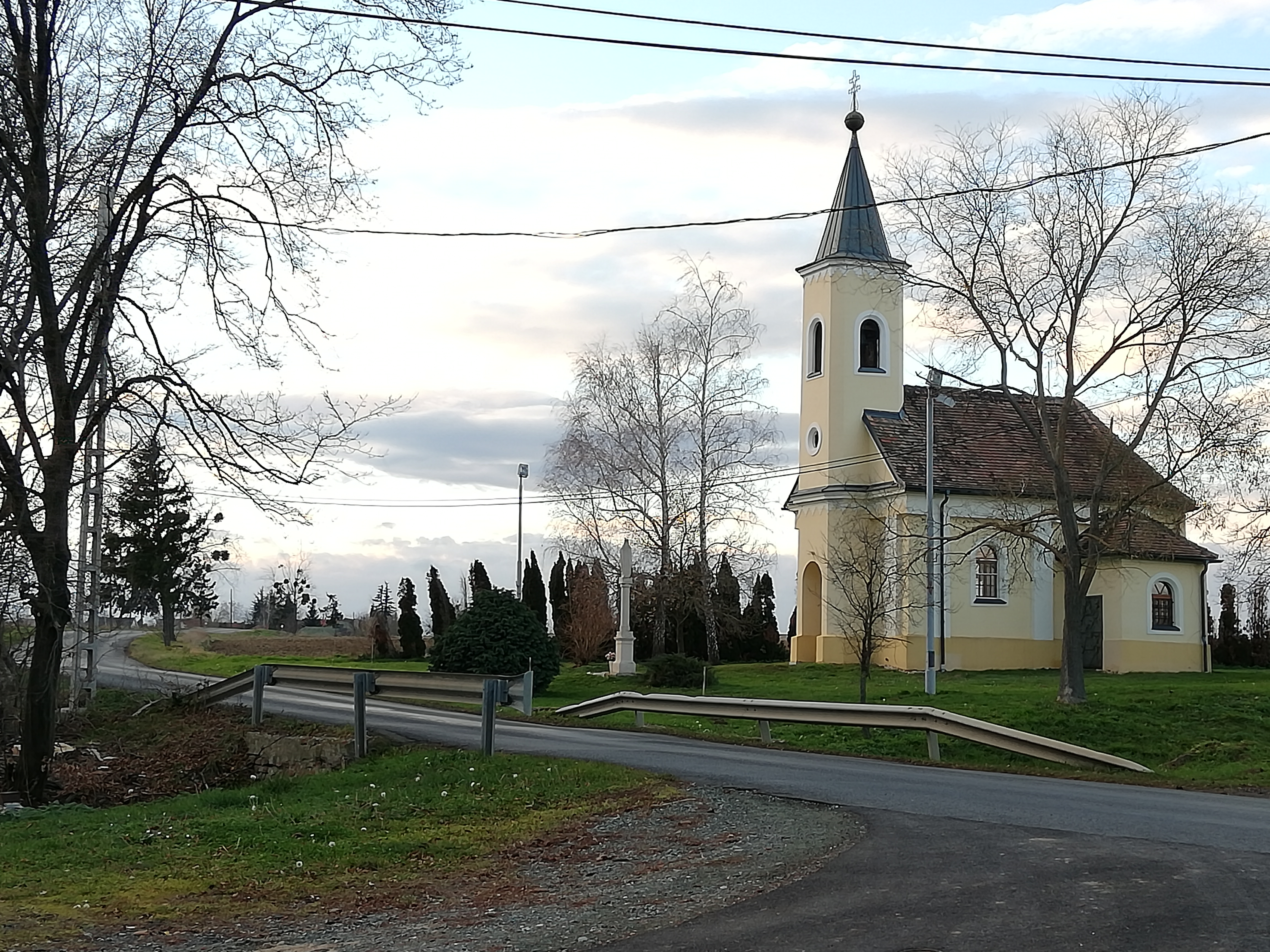
A kiszsidányi Szűz Mária neve templom a 8624-es úttal
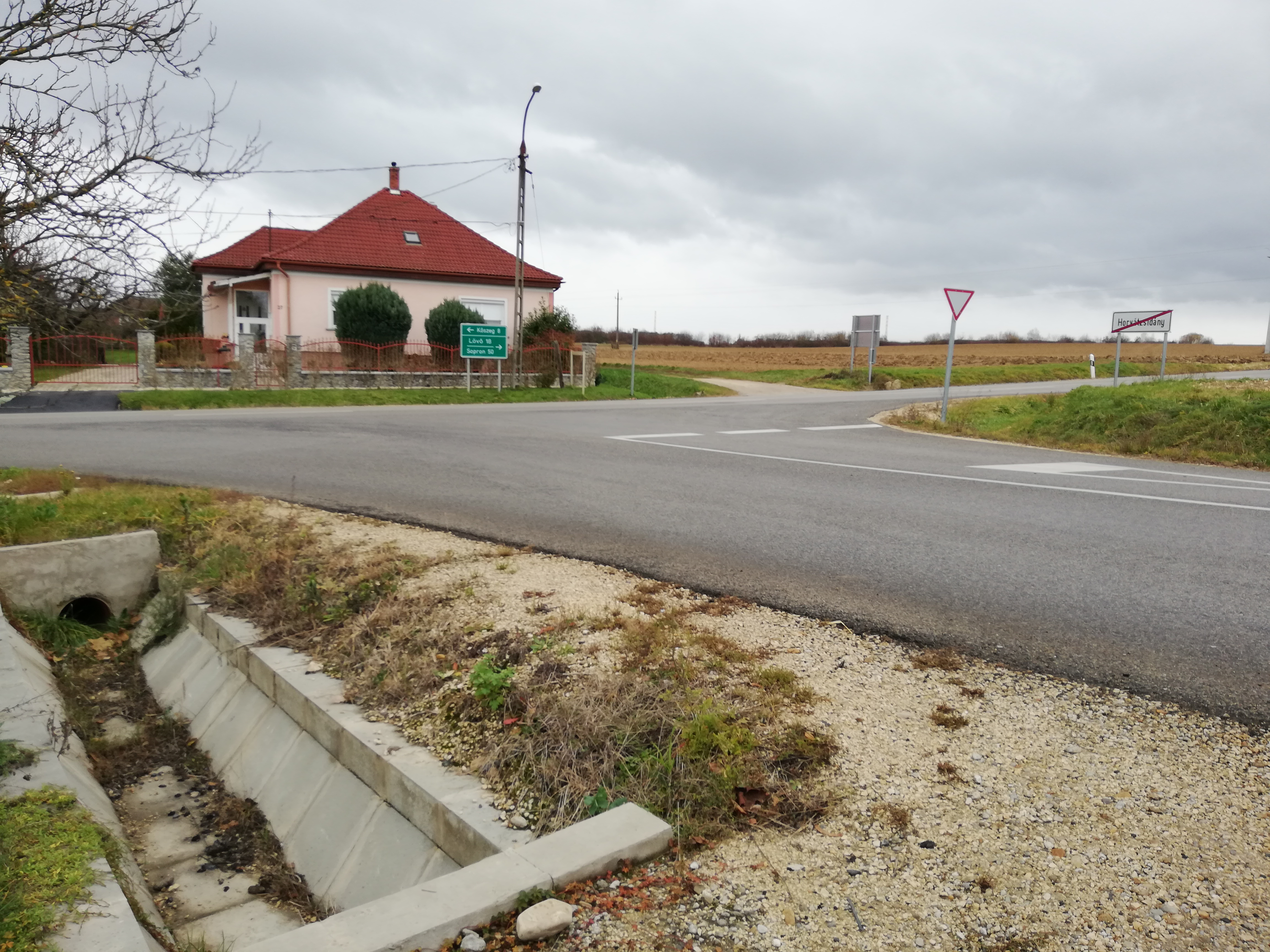
A 8627-es és 8624-es utak találkozási pontja Horvátzsidány határában